# مایکل پولین
مایکل پولین (انگلیسی: Michael Poulin؛ زادهٔ june ۱۰, ۱۹۴۵ (۷۹ سال)) ورزشکار اهل ایالات متحده آمریکا است.
وی در مسابقات کشوری و بین‌المللی در مجموع برندهٔ ۱ مدال برنز شده‌است.